# Santuario de Isluga
El Santuario de Isluga es un templo católico ubicado en la localidad de Isluga, comuna de Colchane, en el norte de Chile.
Este centro, es declarado Monumento Histórico el 25 de agosto de 1975, en el Decreto N° 680, junto con el santuario de la naturaleza Laguna de Torca; debido a su mérito antropóligo, folklórico y cultural.

## Historia
En sus inicios, este espacio también estaba constituido por cuatro altares ubicados fuera del atrio, que estaban dirigidos a cuatro divinidades o ayllus aymaras.
Este centro por su carácter y peso religioso, se mantiene deshabitado durante todo el año, excepto para las ceremonias o rituales en los que el pueblo Aimara se reúne ; dentro de los habitantes de este lugar terrenal, en la cosmovisión de este pueblo originario de Chile, existe una sola figura que vive durante todo el año en la iglesia, que se encuentra ubicada a 9 km de la comuna de Colchane, su nombre es "fabriquero" y su mayor misión es ser el custodio de la iglesia.
Existen también, dentro del poblado de Isluga viviendas que corresponden, al igual que el territorio comprendido en el atrio, a una utilidad religiosa. Dentro de sus particularidades se encuentra, la conformación de la casa, donde la habitación principal, es el espacio donde se llevan a cabo los rituales religiosos  familiares; y es alrededor de esta habitación que se conforman las demás, como la cocina, despensa, dormitorios, etc.

## Ubicación
El Santuario de Isluga, es un área sagrada ubicada entre el cerro Capitán por el norte hasta unos 15-20 km, antes de la localidad de Coriquima por el sur, desde el límite con Bolivia por el este, hasta la línea natural que separa la precordillera del altiplano, por el oeste; Todo esto en la zona altiplánica de la región de Tarapacá, a 3780 metros sobre el nivel del mar; específicamente a 9 km de Colchane, pueblo de la comuna que lleva su mismo nombre.

### Parque nacional Volcán Isluga
Este parque alberga - de forma destacada- entre su territorio comprendido entre las comunas de Colchane, Camiña y Huara, el Santuario de Isluga y el campo geotérmico Puchuldiza; Esta zona es creada en 1967, pero sus límites actuales fueron fijados en el año 1985.   
Este espacio reconocido a nivel nacional por albergar una de las concentraciones más grandes de biodiversidad del ecosistema andino. Entre las especies de fauna más destacada se encuentran la tagua andina, vicuña, suri y tres especies de flamenco -Flamenco Chileno, Parina grande y Parina chica; mientras que la flora que destaca es la Queñoa <Polylepis besseri>y la Llareta <Azorella compacta>   

#### Turismo
Esta zona precordillerana y altiplánica andina cuenta con la particularidad, de que es un lugar óptimo para realizar turismo durante todo el año, además por su geografía -relieves de altura- propicia actividades de alta montaña y trekking, como también de fotografía y paseos en bicicleta. 
Existe locomoción pública que permite el acceso a este sector, son buses de recorrido Iquique-Colchane, cuyo funcionamiento es diario y todo el año, su punto de partida es el terminal de buses de Iquique.  

##### Clima
Al estar ubicado en el Norte de Chile, las oscilaciones de temperatura durante el día son muy marcadas, y las precipitaciones alcanzan el promedio de 0,9 mm en época estival. Características propias de un clima desértico.

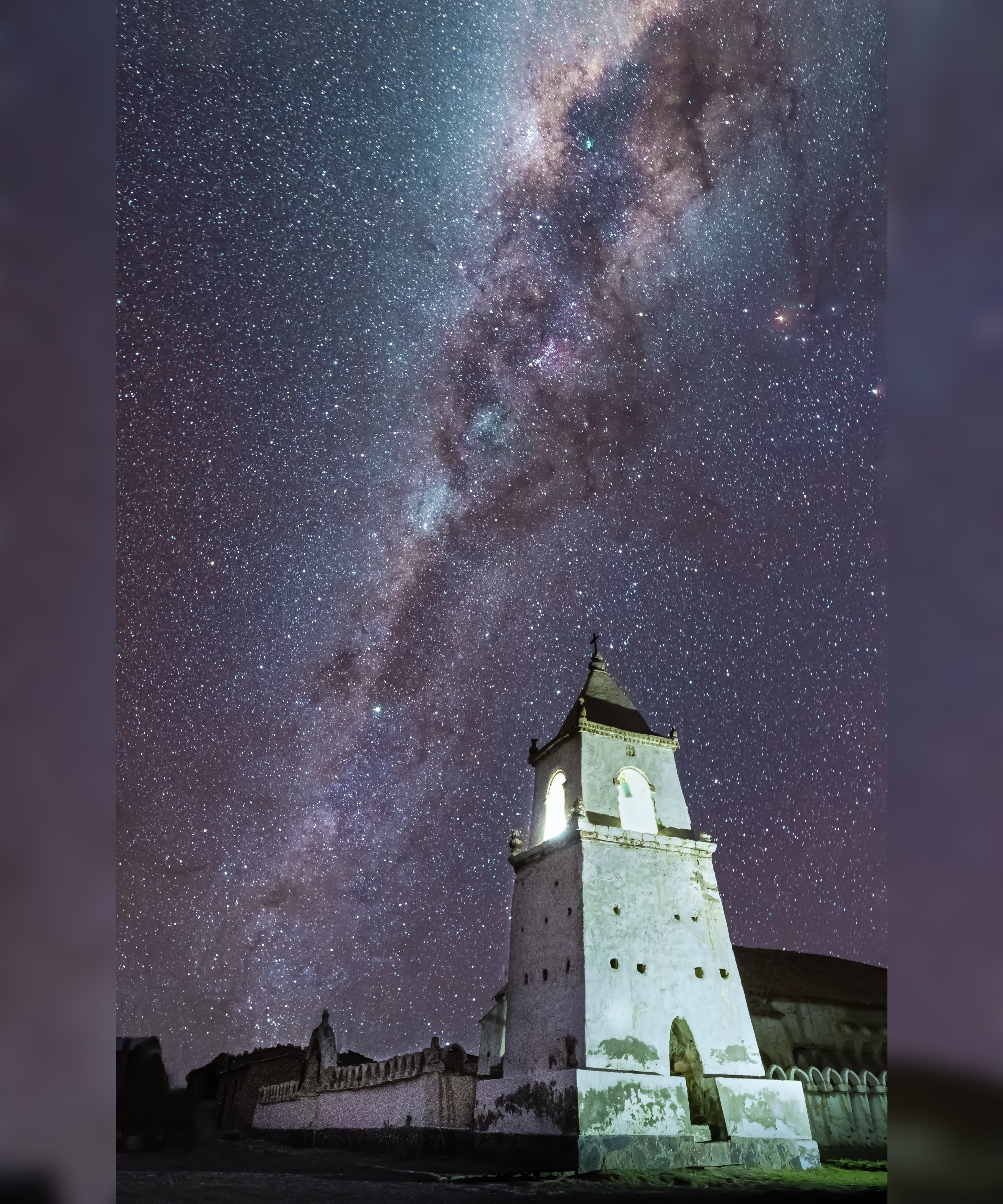
Campanario de la Iglesia de Isluga de noche

## Iglesia de Isluga
Sobre esta iglesia, las investigaciones han mostrado que, data del siglo XVIII, mismo siglo en que la evangelización católica se realizó deforma masiva y alcanzó el norte de Chile. 
Dentro de los datos asociados a este edificio religioso, está la figura de Monseñor Guillermo Juan Carter, quién levanta de forma canónica las parroquias del sector, y que en el año 1896 declara que el  templo de Isluga está bajo el alero jurisdiccional de la provincia de Camiña.    
Este espacio religioso, se encuentra dividido en tres espacios fundamentales,  la iglesia, el campanario y una nave , todo cercado por un muro - o atrio- terminados con ornamentas de piedra en su cúspide. Además de rodear estos tres espacios, el atrio se extiende envolviendo una plaza lateral, de nombre Kancha en lengua Quechua-, de gran importancia al momento de realizar los rituales. Además la Iglesia cuenta de manera adosada con una capilla y una sacristía. 

## Arquitectura
Su arquitectura responde al patrón denominado etno-vernacular andino y consiste en dos construcciones dependientes, la primera una sala rectangular y la segunda un campanario. Está construida con un sistema de muros apircados de piedra no canteada, unida por una mezcla denominada argamasa (que puede ser formada por cal o cemento, arena y agua) y recubierta por cal, es por este último material que su color es blanco. Otras curiosidades sobre esta construcción es su techo a dos aguas cubiertos de tierra cocida, sus contrafuertes -sostenedores del edificio- llaman la atención en el campo de su estructura debido a su gran tamaño.

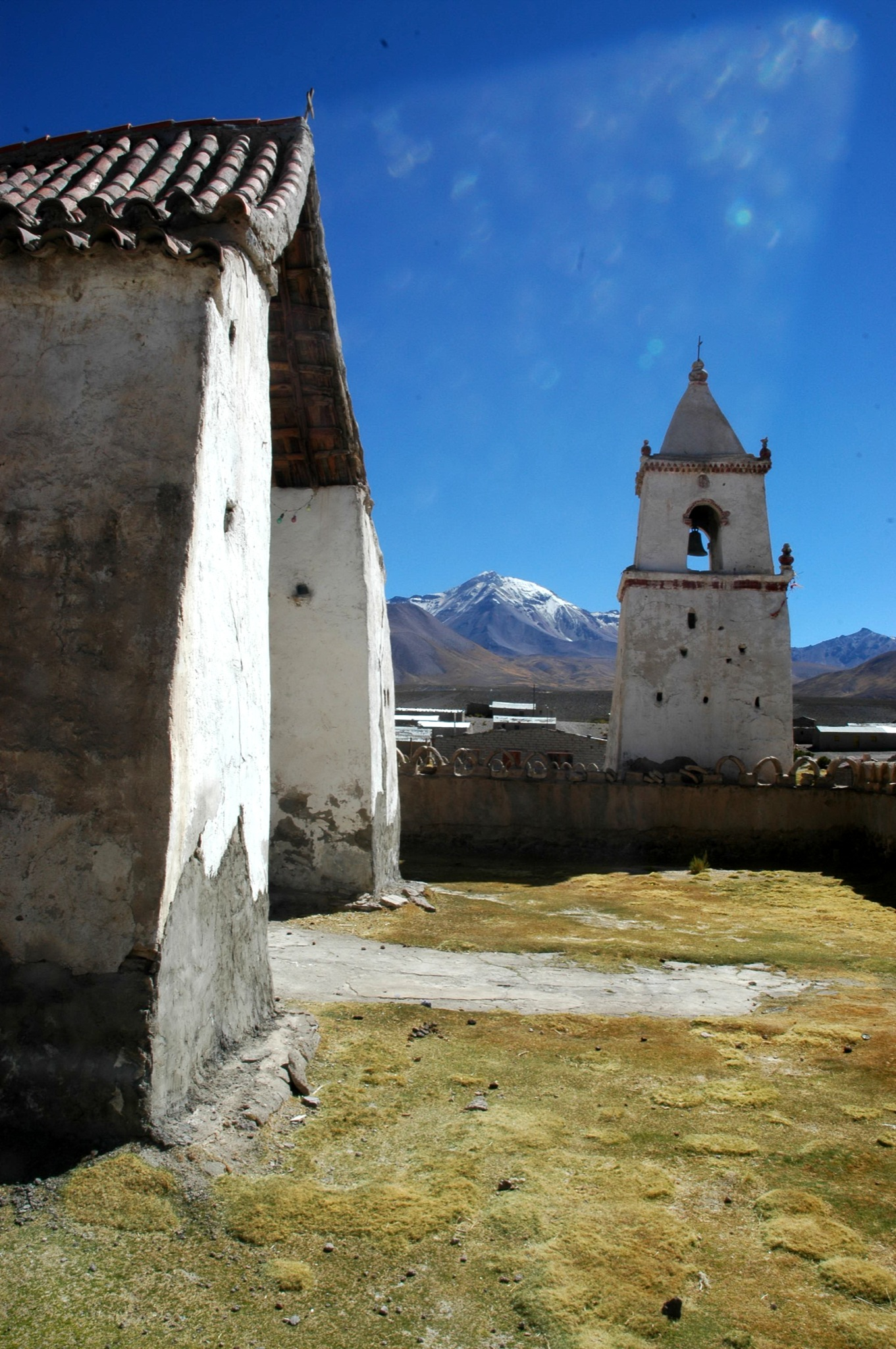
Campanario Iglesia de Isluga

Dentro la infraestructura  se encuentra separada con tres arcos hechos de piedra canteada, con el fin de sostener las hornacinas laterales, el coro y la decoración del retablo. 
Todos los elementos que conforman el santuario están decorados con elemento pictóricos de distintas épocas. 

### Torre de campanario
El campanario - el cual se encuentra ubicado fuera del atrio y cercano a un muro- destaca por su altura de aproximadamente 12 metros y su estructura interna dividida en dos cuerpos - o plantas-; su entrada se encuentra por el lado Norte. Respecto a sus plantas, en su primer cuerpo, por su elevación Sur, posee pequeños vanos rectangulares que permiten en ingreso de la luz, hacia la escalera, permitiendo así el ingreso a la segunda planta.
El segundo cuerpo de la torre está conformado por cuatro vanos con forma de arco; dentro de esta planta se encuentran las campanas. 
La techumbre de la torre está compuesta por un chapitel a cuatro faldones.

## Festividades religiosas
En este centro espiritual, también se realizan la festividad religiosa católica de Santo Tomás, la cual se festeja el 21 de diciembre y es de gran participación en la comunidad de Isluga y Cariquima.   
Además en esta comunidad se celebra- como lo hacen la mayoría de los pueblos originarios chilenos- los distintos tiempos de siembra, siendo la festividad de la siembra, la principal exponente. Esta fiesta consiste en ofrecer una llama  o wilancha como sacrificio, siendo su sangre y corazón  la ofrenda que el pueblo realiza al dios Inti - representado por la primera luz del día- y a la madre tierra o Pachamama -representada en la tierra, piedras, vertientes y cerros- en la que estas partes del animal son el alimento de estos dioses.
Estas festividades  tienen una duración de tres a cuatro días, y participa gran parte de la comunidad.